# William Bludworth
William John Bludworth es un personaje ficticio de la serie de películas Destino final, interpretado por Tony Todd. Aparece en Destino final, Destino final 2, Destino final 5 y Destino final: Lazos de sangre. Es el propietario de Bludworth Funeral Homes y tiene el mayor conocimiento de la muerte y sus fuerzas o capacidades y básicamente puede ser visto como la personificación de la muerte en todo momento.

## Apariciones fílmicas

### Destino final(2000)
En la primera película, Alex Browning y Clear Rivers se cuelan dentro de la morgue para vislumbrar el cadáver de Tod Waggner. Bludworth los atrapa en el acto y les pregunta por qué vinieron. Ofreciendo su ayuda, les explica la regla de la muerte: aquellos que engañan a la muerte serán revisados por la Muerte una vez más para reclamar sus vidas que deberían haberse perdido. También les habla de Death's List (una lista del orden de las muertes de los supervivientes en el incidente original) y cómo funcionará en ellos una vez más. Finalmente, afirma que arruinar la lista puede afectar al resto de supervivientes. Bludworth afirma que si Alex y Clear pueden descubrir el diseño de la muerte, entonces pueden tener la oportunidad de vencerlo.

### Destino final 2(2003)
En la segunda película, Clear vuelve a visitar a Bludworth, junto con Kimberly Corman y el oficial Thomas Burke, para obtener ayuda sobre cómo engañar a la muerte. Se le ve quitando accesorios al cadáver de Evan Lewis. Sin embargo, solo les menciona la regla de la vida y la muerte: una nueva vida puede vencer a la Muerte.

### Destino final 3(2006)
Bludworth no aparece físicamente en la tercera película. Sin embargo, su voz se escucha como parte de un Satanás animatrónico en un parque temático al principio de la película. La estatua del diablo forma parte de la entrada de una montaña rusa que provoca una serie de eventos que provocan la muerte de todos sus pasajeros. Al final de la película, también presta su voz a un anuncio de tren.

### Destino final 5(2011)
A pesar de estar ausente de la tercera y cuarta película, Bludworth reaparece en la quinta película. En esta película, se lo ve como un médico forense con el que los personajes se encuentran varias veces, y solo les informa que al quitar una vida pueden vivir, ya que recibirán la vida útil de la persona que han matado. Sin embargo, el punto que no se dan cuenta es que no tienen forma de saber cuánto tiempo tiene que vivir la persona a la que matarían en su vida restante.

### Destino final: Lazos de sangre(2025)
En la sexta película, Bludworth finalmente revela su conocimiento de la Muerte cuando recibe la visita de Stefani Reyes y el resto de su familia en el hospital donde trabaja. El se revela como un niño sobreviviente del derrumbe de la Torre del Restaurante Skyview en 1968, y su madre lo apodó JB en la ceremonia de inauguración. Bludworth explica los métodos para frustrar el plan de la Muerte y revela que trabajó con Iris Campbell para salvarse de la muerte. Tras revelar que también padece cáncer terminal, Bludworth les recomienda esperar a que la Muerte los reclame y finalmente muera a causa de su cáncer.

## Casting

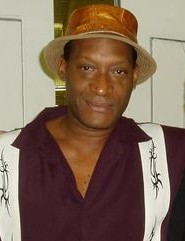
Tony Todd, actor quien ha dado vida al personaje homónimo de la película Candyman, fue elegido por Glen Morgan para interpretar al personaje.

Tony Todd, quien interpretó a Candyman en la película homónima de 1992, fue elegido como el funerario William Bludworth. El escritor Glen Morgan inicialmente quería a Todd para el papel por su voz profunda que le daría a la película un tono inquietante.

## Recepción
La actuación de Todd en Destino final ha recibido críticas positivas entre los críticos. Joe Leydon de Variety elogió su actuación y dijo que "Todd, un veterano de las historias de miedo después de la serie de películas "Candyman", se exagera con suficiente entusiasmo para posicionarse como un probable retornado para un Destino final 2". Brett Gallman de Oh, The Horror!, describió la interpretación irónica y siniestra de Todd "ha creado uno de los personajes más memorables del género en la memoria reciente, aunque solo ha aparecido dos veces durante unos cinco minutos en total en la serie".
Por otro lado, el papel de Todd en Destino final 2 recibió críticas mixtas entre los críticos, la mayoría quejándose del tiempo de pantalla mínimo de Todd. Robert Koehler de Variety comentó que los cineastas desperdiciaron la "escena única y claramente plana" de Todd. Gallman de Oh, The Horror!, se siente atraído por el papel de Todd "cuyo propósito aún no se ha revelado en la franquicia".